# Austrogomphus doddi
Austrogomphus doddi – gatunek ważki z rodziny gadziogłówkowatych (Gomphidae).